# 115-й меридіан західної довготи
115-й меридіан західної довготи — лінія довготи, що лежить на 115 градусів західніше Гринвіцького меридіана. Вона проходить від Північного полюса через Північний Льодовитий океан, Північну Америку, Тихий океан, Південний океан та Антарктиду до Південного полюса.
115-й меридіан західної довготи формує велике коло разом із 65-тим меридіаном східної довготи.
115-й меридіан заідної довготи є східною межею Без'ядерної зони у південній частині Тихого океану (згідно з Раротонзьким договором) та східною межею Без'ядерної зони у Латинській Америці (згідно з Тлателольським договором).

## Список географічних об'єктів, що перетинає 115° зх. д.
Починаючи на Північному полюсі та рухаючись до Південного полюса, 115-й меридіан західної довготи проходить через:
| Координати                                                   | Країна, територія або море | Примітки                                                                                                  |
| ------------------------------------------------------------ | -------------------------- | --- |
| 90°0′ пн. ш. 115°0′ зх. д. / 90.000° пн. ш. 115.000° зх. д.  | Північний Льодовитий океан | |
| 77°58′ пн. ш. 115°0′ зх. д. / 77.967° пн. ш. 115.000° зх. д. | Канада                     | Північно-Західні території — проходить через острів Брок                                                  |
| 77°55′ пн. ш. 115°0′ зх. д. / 77.917° пн. ш. 115.000° зх. д. | Протока Баллантайн[en]     | |
| 77°19′ пн. ш. 115°0′ зх. д. / 77.317° пн. ш. 115.000° зх. д. | Північний Льодовитий океан | Проходить західніше острова Емеральд[en], Північно-Західні території, Канада                              |
| 76°28′ пн. ш. 115°0′ зх. д. / 76.467° пн. ш. 115.000° зх. д. | Канада                     | Північно-Західні території — проходить через острів Мелвілл                                               |
| 74°58′ пн. ш. 115°0′ зх. д. / 74.967° пн. ш. 115.000° зх. д. | Протока Мак-Клур           | |
| 73°18′ пн. ш. 115°0′ зх. д. / 73.300° пн. ш. 115.000° зх. д. | Канада                     | Північно-Західні території — проходить через острів Вікторія                                              |
| 70°36′ пн. ш. 115°0′ зх. д. / 70.600° пн. ш. 115.000° зх. д. | Затока Принца Альберта[en] | |
| 70°17′ пн. ш. 115°0′ зх. д. / 70.283° пн. ш. 115.000° зх. д. | Канада                     | Північно-Західні території — проходить через острів Вікторія Нунавут — проходить через острів Вікторія    |
| 68°52′ пн. ш. 115°0′ зх. д. / 68.867° пн. ш. 115.000° зх. д. | Протока Долфін-енд-Юніон   | |
| 70°17′ пн. ш. 115°0′ зх. д. / 70.283° пн. ш. 115.000° зх. д. | Канада                     | Нунавут — проходить через материк                                                                         |
| 68°10′ пн. ш. 115°0′ зх. д. / 68.167° пн. ш. 115.000° зх. д. | Затока Коронейшн           | |
| 67°48′ пн. ш. 115°0′ зх. д. / 67.800° пн. ш. 115.000° зх. д. | Канада                     | Нунавут Північно-Західні території — проходить через Велике Невільниче озеро Альберта Британська Колумбія |
| 49°0′ пн. ш. 115°0′ зх. д. / 49.000° пн. ш. 115.000° зх. д.  | США                        | Монтана Айдахо Невада — проходить східніше Лас-Вегаса Каліфорнія                                          |
| 32°42′ пн. ш. 115°0′ зх. д. / 32.700° пн. ш. 115.000° зх. д. | Мексика                    | Нижня Каліфорнія Сонора — приблизно на 12 км Нижня Каліфорнія Сонора — приблизно на 2 км Нижня Каліфорнія |
| 29°23′ пн. ш. 115°0′ зх. д. / 29.383° пн. ш. 115.000° зх. д. | Тихий океан                | Затока Себастьяна Віскаїно[en] — проходить східніше острова Седрос, Мексика                               |
| 27°50′ пн. ш. 115°0′ зх. д. / 27.833° пн. ш. 115.000° зх. д. | Мексика                    | Південна Нижня Каліфорнія                                                                                 |
| 27°43′ пн. ш. 115°0′ зх. д. / 27.717° пн. ш. 115.000° зх. д. | Тихий океан                | Проходить західніше острова Кларіон, Мексика                                                              |
| 60°0′ пд. ш. 115°0′ зх. д. / 60.000° пд. ш. 115.000° зх. д.  | Південний океан            | |
| 74°2′ пд. ш. 115°0′ зх. д. / 74.033° пд. ш. 115.000° зх. д.  | Антарктида                 | Проходить через Землю Мері Берд, на яку жодна країна не претендує                                         |